# فلسفه علوم اجتماعی (کتاب)
فلسفه علوم اجتماعی کتابی از الن راین با ترجمهٔ عبدالکریم سروش است که در سال ۱۳۶۷ منتشر و در مراسم کتاب سال جمهوری اسلامی ایران به‌عنوان کتاب برگزیده معرفی شد.